# Portugal en los Juegos Paralímpicos de Londres 2012
Portugal estuvo representado en los Juegos Paralímpicos de Londres 2012 por un total de 30 deportistas, 22 hombres y ocho mujeres.

## Medallistas
El equipo paralímpico portugués obtuvo las siguientes medallas:
| Nombre                                      | Deporte   | Evento                          |
| ------------------------------------------- | --------- | ------------------------------- |
| Oro                                         |           |                                 |
| —                                           |           |                                 |
| Plata                                       |           |                                 |
| Armando Costa José Carlos Macedo Luís Silva | Bochas    | Dobles BC3 mixto                |
| Bronce                                      |           |                                 |
| Lenine Cunha                                | Atletismo | Salto de longitud F20 masculino |
| José Carlos Macedo                          | Bochas    | Individual BC3 mixto            |